# Ameerega pulchripecta
Ameerega pulchripecta е вид жаба от семейство Дърволази (Dendrobatidae).

## Разпространение
Видът е разпространен в Бразилия.